# Philip Gourevitch
Philip Gourevitch (1961) es un escritor y periodista estadounidense, trabaja hace mucho tiempo como escritor del The New Yorker, y es exeditor de The Paris Review. Su libro más reciente es La balada de Abu Ghraib (2008), un reportaje sobre la cárcel de Abu Ghraib bajo la ocupación estadounidense. Gourevitch ha escrito sobre una gran variedad de temas, desde los conflictos étnicos en África, Europa y Asia, hasta la corrupción política en Rhode Island y la música de James Brown. Llegó a ser ampliamente conocido por su primer libro, Queremos informarle que mañana seremos asesinados con nuestras familias (1998), dicho libro narra la historia del genocidio de Ruanda en 1994.

## Antecedentes y educación
Gourevitch nació en Filadelfia, Pensilvania. Su madre es la pintora Jacqueline Gourevitch, y su padre es el profesor de filosofía Víctor Gourevitch, un traductor de Jean Jacques Rousseau. Él y su hermano Marc, médico de profesión, pasaron la mayor parte de su infancia en Middletown, Connecticut, donde su padre fue docente de la Wesleyan University de 1967 a 1995. Gourevitch se graduó de Choate Rosemary Hall en Wallingford, Connecticut.
Gourevitch sabía que quería ser escritor desde el momento en que fue a la universidad. Estudió en Cornell University. Se tomó un descanso de tres años con el fin de concentrarse por completo en la escritura. Finalmente, se graduó en 1986. En 1992, obtuvo un Masters of Fine Arts por parte del Writing Program en Columbia University. Gourevitch llegó a publicar algunos cuentos cortos en revistas literarias, antes de pasar a la no-ficción

## Carrera profesional

### New York
Gourevitch trabajó para el periódico The Forward 1991 hasta 1993, primero como director de la Oficina de Nueva York y luego como editor cultural. Dejó su trabajo para seguir una carrera como escritor independiente, publicando artículos en numerosas revistas, incluyendo Granta, Harper's, The New York Times Magazine, Outside, y The New York Review of Books, antes de trabajar en The New Yorker. También ha escrito para muchas otras revistas y periódicos, y ha formado parte del jurado para el PEN/Newman 's Own, un premio que se otorga en favor de la libertad de expresión.

### Ruanda
Gourevitch mostró interés en Ruanda en 1994, mientras seguía las noticias del genocidio. Frustrado por la impotencia de no poder entender el conflicto a la distancia, comenzó a visitar Ruanda en 1995, y en los siguientes dos años realizó nueve viajes a dicho país, y también a los países vecinos (Zaire/Congo, Burundi, Uganda, Tanzania) para informar sobre el genocidio y sus secuelas. Su libro Deseamos informarle que mañana seremos asesinados con nuestras familias se publicó en 1998, y ganó el premio National Book Critics Circle Award, el premio George Polk Book Award, el premio Los Angeles Times Book Award, el premio Overseas Press Club’s Cornelius Ryan Award, el premio New York Public Library's Helen Bernstein Award, y en Inglaterra, el premio The Guardian First Book Award. Africanista René Lemarchand declaró: "La historia de Ruanda es conocida, hoy en día, en los Estados Unidos gracias a la obra de Philip Gourevitch y Alison Des Forges. Gourevitch ha sido descrito por el periódico británico The Observer como "el escritor más importante del mundo sobre temas relacionados con Ruanda.

### Campaña periodística
En 2001, Gourevitch publicó un segundo libro titulado Un Caso abierto, se trata de un doble homicidio, en Manhattan, que quedó sin resolver durante treinta años. En 2004, Gourevitch fue asignado para cubrir la elección presidencial de los EE. UU. para The New Yorker.En el 2009 lanzó el libro "La balada de Abu Ghraib" que es la historia de los soldados norteamericanos que fueron enviados a Irak como libertadores para acabar trabajando como carceleros en las antiguas mazmorras de Sadam Huseín, asumiendo el papel de los verdugos que se suponía que ellos debían combatir.

### The Paris Review
En marzo de 2005, fue nombrado editor de The Paris Review y mantuvo ese puesto hasta marzo de 2010. También es el editor de The Paris Review Interviews, volúmenes I-IV. El primer volumen, para el que escribió la introducción, se publicó en 2006.

## Honores
El trabajo de Gourevitch ha recibido numerosos premios, incluyendo el premio National Book Critics  Circle Award, el premio George Polk Book Award, el premio Los Angeles Times Book Award, el premio Overseas Press Club’s Cornelius Ryan Award, el premio New York Public Library's Helen Bernstein Award, y en Inglaterra, el premio The Guardian First Book Award. Sus libros han sido traducidos a diez idiomas diferentes.

## Personal
Gourevitch está casado con  Larissa MacFarquhar, escritora de The New Yorker. Actualmente, Gourevitch vive en la ciudad de Nueva York.